# Mikael Tariwerdijew
Mikael Leonowitsch Tariwerdijew (russisch Микаэл Леонович Таривердиев; armenisch Միքայել Թարիվերդիև (Թարիվերդյան) / Mikajel Tariwerdiew (Tariwerdjan); georgisch მიკაელ ტარივერდიევი / Mikael Tariwerdiewi; * 15. August 1931 in Tiflis, Georgische SSR, Sowjetunion; † 25. Juli 1996 in Sotschi, Russland) war ein sowjetisch-armenischer Komponist.

## Leben und Wirken
Mikael Tariwerdijew wurde als Kind armenischer Eltern im georgischen Tiflis geboren. 1953 ging er nach Moskau, wo er 1957 ein Kompositionsstudium bei Aram Chatschaturjan am Gnessin-Musikinstitut abschloss. Er komponierte vier Opern, Ballette, Orchester-, Kammer-, Vokal-, Orgelmusik und über 100 Romanzen. Am bekanntesten sind jedoch seine Filmmusiken für über 130 sowjetische Filme.
Bekannt wurde er unter anderem durch die Musik zur erfolgreichen Fernsehserie Siebzehn Augenblicke des Frühlings (Семнадцать мгновений весны, 1973) über einen sowjetischen Spion, der als SS-Standartenführer Max Otto von Stierlitz im nationalsozialistischen Deutschland im Einsatz war.
Seine Lieder, etwa für die Filme Ironie des Schicksals und Der Lehrling des Medicus, erreichten in der Sowjetunion große Popularität und gingen in den allgemeinen Liedschatz ein.
Tariwerdijew erhielt zahlreiche Preise, darunter den Staatspreis der UdSSR (1977) und den Preis der American Academy of Music (1975). 1986 wurde er als Volkskünstler der RSFSR ausgezeichnet.
Der Preis für die beste Musik des Filmfestivals Kinotawr in Sotschi ist nach Tariwerdijew benannt, ebenso ein internationaler Orgelwettbewerb in Kaliningrad.

## Filmografie (Auswahl)
- 1958: Die Neunzehn (Junost naschich otzow)
- 1962: Der Sonne nach (Tschelowek idjot sa solnzem)
- 1966: Auf Wiedersehen, Jungs (Do swidanija, maltschiki)
- 1968: Der Irrtum des Gesandten (Oschibka residenta)
- 1969: Ljubit… Lieben… (Ljubit)
- 1975: Ironie des Schicksals oder Mit leichtem Dampf (Ironija sudby ili S ljochkim paro)
- 2007: Ironie des Schicksals. Die Fortsetzung (Ironija sudby: Prodolschenije)